# 戸祭配水場配水池

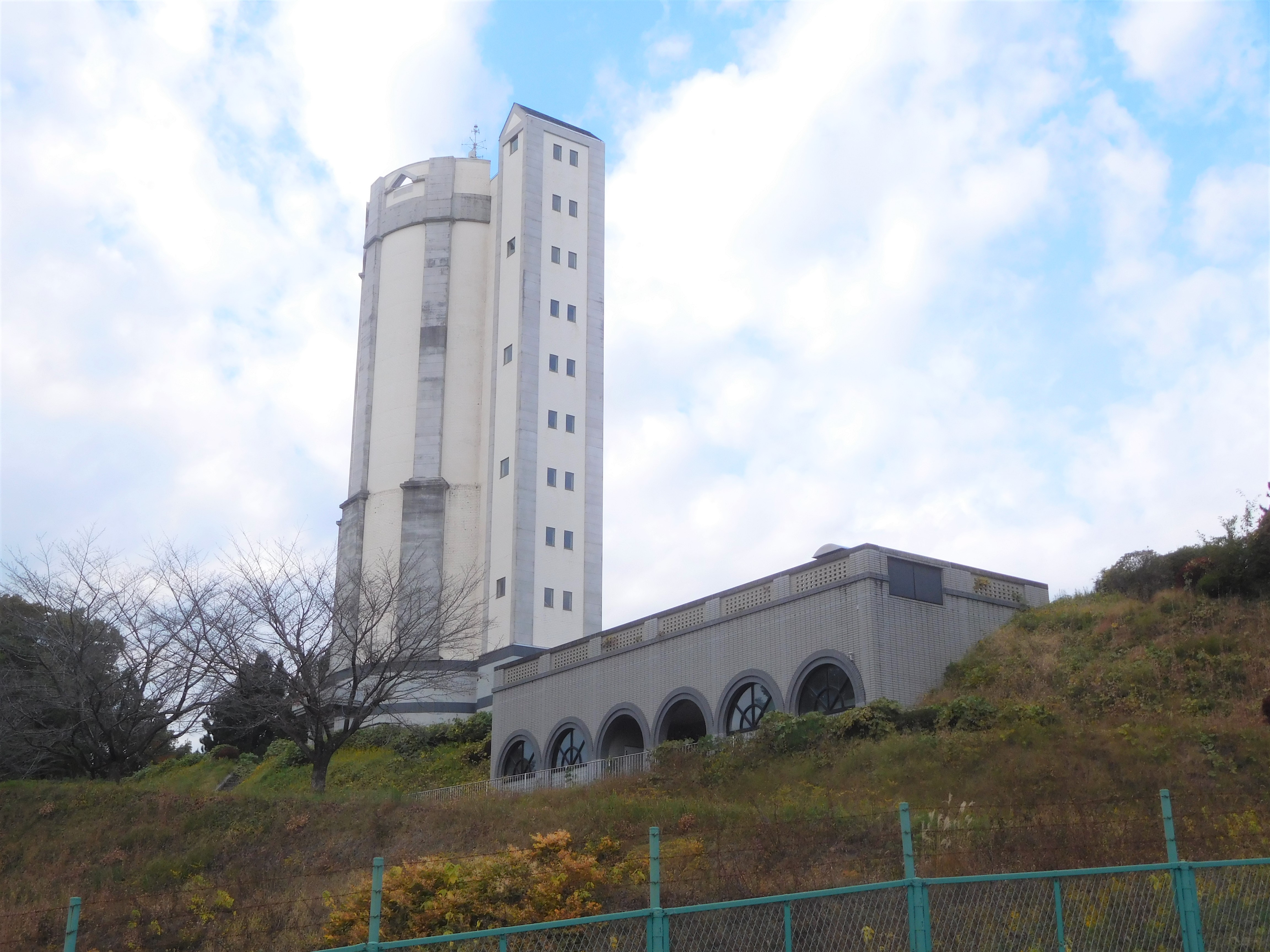
戸祭配水場配水池

戸祭配水場配水池（とまつりはいすいじょうはいすいいけ）は、栃木県宇都宮市中戸祭町にある宇都宮上下水道局が管理する水道施設。「宇都宮市水道戸祭配水場配水池」の名で建造物部門土木構造物の登録有形文化財に登録されている。

## 詳細
1916年（大正5年）に煉瓦と大谷石で建設された水道施設。有効水量は3,900m3。構造形式は「煉瓦造（フランドル積み）」。現在も今市浄水場で浄水された上水が約25km離れた戸祭配水場に送水されている。

## 経緯
- 1916年（大正5年）- 宇都宮市水道今市水系第六号接合井とともに建設され、宇都宮市街北部への給水が開始された。
- 2005年（平成17年）- 第六号接合井とともに2005年度の土木学会選奨土木遺産を受賞。
- 2006年（平成18年）10月18日 - 市浄水場第六号接合井とともに国の登録有形文化財に登録される（建造物部門土木構造物）。登録基準は「国土の歴史的景観に寄与しているもの」。